# Лесли Томпкинс
Лесли Морин Томпкинс — вымышленный персонаж комиксов издательства DC Comics, обычно выступающая в качестве второстепенного персонажа и союзника Бэтмена. Лесли была создана писателем Деннисом О’Нилом и художником Диком Джордано и впервые появилась в Detective Comics № 457 (март 1976 года).
Она дебютировала в экранизациях в в 2015 году в телесериале «Готэм», где её роль исполнила Морена Баккарин. В сериале HBO Max «Титаны» её роль в третьем сезоне исполнила Криста Бриджес.

## История публикации
Лесли была создана писателем Деннисом О’Нилом и художником Диком Джордано и впервые появилась в Detective Comics № 457 (март 1976 года). Её прототипом стала католическая пацифистка Дороти Дэй.
Близкая подруга и коллега Томаса Уэйна, Лесли становится приёмным родителем его сыну Брюсу после убийства родителей, а позже становится одним из союзников его альтер-эго Бэтмена. Также она  является известным медицинским работником, посвятившим свои значительные навыки помощи малоимущим жителям Готэм-сити.

## Вымышленная биография
Лесли Томпкинс впервые появляется в Detective Comics #457, где она изображена утешающей молодого Брюса Уэйна в ночь убийства его родителей. Вдохновленная этим, она посвящает свою жизнь помощи детям из трущоб, чтобы они избежали преступной жизни. Каждый год, в годовщину убийства своих родителей, Бэтмен навещает Лесли в Парк-Роу (который стал называться Аллеей Преступлений). Однако Лесли понятия не имеет, что под маской героя тот самый мальчик, которому она помогла десятилетия назад.
В более поздних комиксах Лесли изображается как близкий друг и коллега Томаса Уэйна, отца Брюса. Она берет на себя заботу о Брюсе после убийства родителей мальчика, часто помогая семейному дворецкому Альфреду Пенниуорту. В Batman Special #1 (1984), после того как убийца полицейских, суперзлодей ГневГнев погибает в схватке с Бэтменом, Лесли утешает его скорбящую девушку так же, как утешала молодого Брюса. В конце концов она также узнаёт, что Брюс — это Бэтмен.
Девушка Гнева, бывшая мафиози Гейл Хадсон, становится близкой подругой Лесли. В какой-то момент это защищает Лесли от двух нападавших, которые боятся возмездия от Гейл и отступают.
Лесли осуждает самосуд Брюса и чувствует себя отчасти ответственной за его превращение в Бэтмена, опасаясь, что каким-то образом не смогла стать для него образцом для подражания. У неё также не раз были романтические отношения с Альфредом.
Она управляет клиникой для преступников и наркоманов в Готэм-сити. Хотя большинство её пациентов — рецидивисты, она продолжает выполнять свою работу с большим упорством и целеустремлённостью. В сюжетной линии «Ничья земля» она управляет единственной медицинской клиникой Готэма, работающей по строгому принципу «Нет насилию», независимо от действий и намерений её пациентов. Даже Убийца Крок соблюдает это правило и не нападает на клинику.
В какой-то момент после событий «Ничьей земли» выясняется, что у неё есть брат по имени Джеремайя. Она просит Азраила (Жан-Поля Вэлли) найти его.
Стефани Браун получает серьёзные ранения от рук Чёрной Маски во время сюжетной линии «Военные игры» и попадает в клинику Лесли. Стефани умирает и Бэтмен думает, что это от полученных ею травм. Но позже по сюжету выясняется, что Лесли намеренно позволила ей умереть, надеясь, что это научит Бэтмена не использовать детей в качестве партнёров, ведь это подвергает их жизни опасности.
Ликвидировав свои активы и передав их дочери Стефани, она сбегает в Африку. Бэтмен преследует её и вынуждает признаться, сообщая, что, возможно, он не остановит насилие, но он никогда не убивал в надежде сделать заявление. Он предупреждает её, что теперь она для него просто очередной убийца, и если она когда-нибудь вернётся в Соединённые Штаты или снова займётся медициной, он привлечёт её к ответственности.
За Тимом Дрейком вскоре начинает следить таинственная фигура в костюме Спойлера Стефани, и в какой-то момент Тиму кажется, что это сама Стефани. Преследовательница действительно оказывается Стефани. Лесли лишь инсценировала смерть девушки и подменила тело жертвой передозировки с похожим телосложением.
В ваншоте «Робин/Спойлер» 2008 года показано, что Лесли и Стефани живы и они в изгнании защищают деревню где-то в Африке.
После события «Бэтмен: Битва за Капюшон» Лесли Томпкинс вновь обосновалась в Готэме, пытаясь начать всё сначала и продолжила помогать обездоленным. Она получила Кавалера в качестве личного телохранителя и вместе с Барбарой Гордон начала помогать бывшей союзнице Юных Титанов Венди Харрис справиться с потерей способности ходить. Лесли была тепло принята Альфредом и Диком Грейсоном. Тим Дрейк, однако, сохраняет к ней прохладное отношение, из-за того как она поступила со Стефани.

### The New 52
В 2011 году The New 52 перезапустил вселенную DC. Лесли Томпкинс появляется в комиксе «Красный Колпак и Изгои». Эта версия персонажа моложе предыдущей. Она появляется во флешбэках Джейсона Тодда в роли Красного Колпака: она приютила его в своей клинике в Готэме после того, как он был избит Джокером.
В офис Службы защиты детей Готэма, где работает Лесли, приходит Убийца Крок, который пугает героиню и требует вернуть ему его союзницу Джейд Маккиллен, чтобы она могла стать частью его семьи. Лесли признаётся, что Джейд вернулась в семью отчима.

### DC Rebirth
В 2016 году DC Comics осуществили очередной перезапуск серии комиксов под названием «DC Rebirth», восстановив преемственность комикса в том виде, в котором она существовала до The New 52. Лесли, по сюжету, организовала секретную клинику в заброшенном здании, ранее использовавшемся Азраэлем (Жан-Поль Вэлли) в качестве базы. Там она залечивает его травмы, полученные им в результате взрыва. Она не одобряет план Бэтмена «привлечь подростков» в команду, собранную Бэтменом и Бэтвумен.
В одной из симуляций, созданных для Бэтмена, герою кажется что на Лесли Томпкинс нападают и она умирает из-за токсина Джокера.

## Вне комиксов

### Телевидение
- Лесли Томпкинс появляется в сериях мультсериалов DC «Бэтмен» и «Новые приключения Бэтмена», озвученная Дианой Малдур.[18] Эта версия — давняя подруга Брюса Уэйна, которая училась в медицинской школе вместе с его отцом Томасом. Она знает тайну личности Бэтмена и работает его врачом, леча его травмы.
- Лесли Томпкинс появляется в эпизоде «Ноктюрн» мультсериала «Бэтмен: Крестоносец в плаще», озвученная Донной Линн Чамплин[англ.].[18] Эта версия — директор детского дома.
- Лесли «Ли» Томпкинс появляется в сериале «Готэм», её роль исполняет Морена Баккарин.[19] Эта версия персонажа— врач, которая находится в отношениях с Джимом Гордоном и не имеет никаких связей с Томасом Уэйном. Позже она некоторое время является лидером банды «Нэрроуз» вместе с Эдвардом Нигмой, прежде чем выйти замуж за Гордона к концу сериала.
- Лесли Томпкинс появляется в эпизоде «Лазарь» сериала «Титаны», её роль исполняет Криста Бриджес. Эта версия — психотерапевт и бывшая коллега Джонатана Крейна.

### Фильмы
- Сестра Лесли — альтернативная версия персонажа, появляется в «Бэтмен: Готэм в газовом свете» об Викторианской эпохой, озвученная Грей Делайл.[20]

### Видеоигры
- Лесли Томпкинс появляется в игре Batman: Arkham Shadow, где её озвучивает Мара Джунот.[18]

### Книги
- В рассказе Марко Палмиери «Лучше всех», вошедшем в неканоническую антологию «Дальнейшие приключения Джокера[англ.]», Джокер сообщает Бэтмену, что Лесли — его мать. Он говорит, что она отправила его в психиатрическую больницу в детстве после того, как он убил отца, который издевался над ней. В рассказе неясно, говорит ли Джокер правду, поскольку Лесли объясняет историю Джокера своей привычкой называть сирот, о которых она заботилась в прошлом, своими «детьми».[21]